# Gaetanus pileatus
Gaetanus pileatus is een eenoogkreeftjessoort uit de familie van de Aetideidae. De wetenschappelijke naam van de soort is voor het eerst geldig gepubliceerd in 1903 door Farran.